# Amelia Reynolds Long
Pour les articles homonymes, voir Long.
Amelia Reynolds Long, née le 25 novembre 1904 à Columbia, Pennsylvanie, et morte le 26 mars 1978 à Harrisburg, Pennsylvanie, est poète et auteur américain de roman policier. Elle signe aussi des nouvelles fantastiques et de science-fiction. Elle a également publié sous les pseudonymes de Patrick Laing, Adrian Reynolds, Peter Reynolds, Kathleen Buddington Coxe et Mordred Weir.

## Biographie
Alors qu’elle n’a que 6 ans, ses parents déménagent de Columbia à Harrisburg dans l’état de Pennsylvanie. Après des études supérieures à l’Université de Pennsylvanie, elle travaille de 1933 à 1951 pour la maison d’édition Stackpole Publishing Company, sise à Harrisburg. Dans les années 1960, elle devient conservatrice du William Penn Museum, poste qu’elle occupe jusqu’en 1976.
Sa carrière littéraire s’amorce en 1928 par la publication de la nouvelle fantastique The Twin Soul dans le pulp spécialisé Weird Tales. Parfois sous la signature A. R. Long, elle poursuit l’écriture de courts récits fantastiques dans la veine des récits d’horreur de H. P. Lovecraft. L'un d'elles, The Thought Monster (1930), sera adaptée au cinéma en 1958 par Arthur Crabtree sous le titre Monstres invisibles (Fiend Without a Face). Elle donne aussi quelques nouvelles de science-fiction jusqu’au début de la Deuxième Guerre mondiale, puis se consacre presque uniquement aux nouvelles et aux romans policiers.
En 1936, elle donne un roman inspiré, tout comme Le Crime de l'Orient-Express d'Agatha Christie, de l'affaire du kidnapping de l’enfant Lindbergh, Behind the Evidence, l’unique titre qu’elle signe du pseudonyme de Peter Reynolds. Trois ans plus tard, sous son nom, elle fait paraître The Shakespeare Murders, dont le héros, Edward Trelawney, un psychologue criminologiste et consultant d’un district attorney, revient dans quatre enquêtes, dont Symphony in Murder (1945), où il tente d’élucider le meurtre d’un chef d’orchestre, tué par balle pendant qu’il dirigeait la Symphonie no 5 de Beethoven. Trelawney est parfois secondé dans ses investigations par Peter Piper, nom de plume de l’auteur de roman policier de Katherine Piper, et détective amateur à ses heures, qui devient l’héroïne de plusieurs titres. Autre héros récurrent, l’avocat Stephen (Steve) Carter se trouve parfois opposé à son frère, le district attorney Jefferson Carter, notamment dans L’assassin est innocent (1945), un récit qui se déroule au prétoire. Dans Mort par alibi (1947), Carter doit résoudre seul une énigme de chambre close. Enfin, entre 1947 et 1952, Amelia Reynolds Long signe une série de romans policiers du pseudonyme de Patrick Laing qui mettent en scène le psychologue criminologiste aveugle également nommé Patrick Laing.
Dès les années 1930, Amelia Reynolds Long écrit aussi des poèmes : certains paraissent alors dans la presse et seront repris, avec des inédits, dans des recueils publiés quelques années avant sa mort.

## Œuvre

### Romans

#### Série policièreEdward Trelawney
- The Shakespeare Murders (1939)
- Murder Times Three (1940)
- The Triple Cross Murders (1943)
- Death Looks Down (1944), Peter Piper fait une apparition dans ce roman.
- Symphony in Murder (1945)

#### Série policièrePeter Piper
- The Corpse at the Quill Club (1940), Edward Trelawney apparaît dans ce roman où le récit est toutefois centré sur Peter Piper.
- Four Feet in Grave (1941)
- Murder by Scripture (1942)
- Murders Goes South (1942)
- It’s Death My Darling (1948)
- The Lady Saw Red (1951)

#### Série policièreStephen (Steve) Carter
- Death Wears a Scarab (1943)
- Murder to Type (1943)
- Death Has a Will (1944)
- Murder by Treason (1944)
- Once Acquitted (1945) Publié en français sous le titre L’assassin est innocent, Paris, Morgan, Série rouge no 18, 1948
- Murder by Magic (1947) Publié en français sous le titre Mort par alibi, Paris, Éditions des Loisirs, coll. Le Yard no 26, 1950

#### Autres romans
- Invitation to Death (1940)
- The House With Green Shudders (1950)

#### Signés Patrick Laing
- If I Should Murder (1945)
- Stone Dead (1945) Publié en français sous le titre L’Assassinat de Corinne Douglas, Paris, Les Quatre Vents, coll. Échec et Mat no 1, 1946
- Murder for the Mind (1946)
- The Shadow of Murder (1947)
- The Corpse Came Back (1949)
- A Brief Case of Murder (1949) Publié en français sous le titre Mort sans témoin, Paris, Librairie des Champs-Élysées, Le Masque no 408, 1951
- The Lady is Dead (1951)

#### Signés Adrian Reynolds
- Formula for Murder (1947)
- The Leprechaun Murders (1973)
- The Round Table Murders (1974)

#### Signé Peter Reynolds
- Behind the Evidence (1936)

#### Signé Kathleen Buddington Coxe
- Murder Most Foul (1946), en collaboration avec Edna McHugh

### Nouvelles
- The Twin Soul (1928)
- The Thought Monster (1930)
- The Magic-Maker (1930)
- The Mystery of the Phantom Shot (1930)
- The Mechanical Man (1930)
- The Undead (1931)
- Omega (1932), deuxième version d’une nouvelle de jeunesse inédite intitulée The Last Man
- Scandal in the 4th Dimension (1934)
- Masters of Matter (1935)
- Flapping Wings of Death (1935)
- A Leak in the Fountain of Youth (1936)
- The Album (1936)
- Cosmic Fever (1937)
- Reverse Phylogeny (1937)
- The Mind Master (1937)
- The Dimension Drug (1938)
- Death by Fire (1939)
- The Box from the Stars (1939)
- Letter : Time-Travelling (1939), court article sur ce thème de la science-fiction
- Bride of the Antarctic (1939), nouvelle signée Mordred Weir
- When the Half Gods Go (1939)
- Justice in Time (1940)
- Castaways in Space (1940)
- The Man Who Vanished (1950)
- Spirit Voice (1950)
- The Man They Couldn’t Kill (1950)
- Handmade Alibi (1951)
- Reverse Alibi (1951)
- Dames Ain’t Neat (1951)
- The Mountain Comes to Mohammed (1951)
- Fatal Footsteps (1951)
- Hot Money (1951)
- Dead Looks Down (1951), version abrégée du roman homonyme
- The Case of the Frightened Child (1952)
- Breathe Deep of Death (1952)

### Poésie
- A Goodly Heritage: Poems of Pennsylvania (1968)
- Shreds and Patches (1974)
- Counterpoint (1975)

## Adaptation cinématographique
- 1958 : Monstres invisibles (Fiend Without a Face), film d'horreur de Arthur Crabtree, d'après la nouvelle The Thought Monster, avec Marshall Thompson.

## Sources
- Jacques Baudou et Jean-Jacques Schleret, Le Vrai Visage du Masque, vol. 1, Paris, Futuropolis, 1984, 476 p. (OCLC 311506692), « Patrick Laing », p. 272.
- Claude Mesplède, Dictionnaire des littératures policières, vol. 2 : J - Z, Nantes, Joseph K, 2007, 1087 p. (ISBN 978-2-910686-45-1, OCLC 315873361), p. 220.